# Lee Soo-min (diễn viên, sinh năm 2001)
Lee Soo-min là một nữ diễn viên Hàn Quốc.

## Tiểu sử
Lee Soo Min xuất thân là một diễn viên nhí, với những vai diễn truyền hình đầu tiên từ năm 7 tuổi. Từ năm 2014 đến năm 2016, cô trở thành người đồng chủ trì (host) của chương trình truyền hình dành cho thiếu nhi Tok! Tok! Boni, Hani. Năm 2016, cô làm co-host của chương trình âm nhạc "SBS Inkigayo" cùng với Yook Sungjae (BTOB) và Jackson (GOT7).

## Phim
| Năm  | Tiêu đề        | Vai          |
| ---- | -------------- | ------------ |
| 2019 | The Dude In Me | Oh Hyun-jung |

## Chương trình TV
| Năm  | Tiêu đề             | Vai                             | Kênh          |
| ---- | ------------------- | ------------------------------- | ------------- |
| 2014 | My Lovely Girl      | Yoon So-eun (lúc nhỏ)           | SBS           |
| 2016 | Second To Last Love | Go Ye-ji                        | SBS           |
| 2017 | The Rebel           | Hong Uh-ri-ni/Sang-hwa          | MBC           |
| 2017 | Devil Inspector     | Jung Seul-gi                    | Naver TV Cast |
| 2018 | Cross               | Kim Eun-ji (vai diễn khách mời) | TvN           |

## Chương trình tạp kỹ
| Năm         | Tiêu đề              | Kênh | Vai trò  | Ghi chú                        |
| ----------- | -------------------- | ---- | -------- | ------------------------------ |
| 2014 - 2016 | Tok! Tok! Boni, Hani | EBS  | MC chính | với Shin Dong-woo              |
| 2016 - 2017 | Show! Music Core     | MBC  | MC chính | với Cha Eun-woo và Kim Sae-ron |